# Wollert Keilhau
Wollert Otto Halvar Keilhau, född 8 februari 1894, död 10 oktober 1958, var en norsk biblioteksman. Han var kusin till Wilhelm Keilhau.
Wollert Keilhau var från 1924 chef för Stortingets bibliotek, 1931–1934 huvudredaktör för Norsk konversasjonsleksikon Kringla Heimsins och från 1947 redaktör för dess andra upplaga.